# Route nationale 79 (France)
Pour les articles homonymes, voir Route nationale 79.
La route nationale 79, ou RN 79, est une route nationale française reliant Digoin (dans la continuité de l'autoroute A79) à Charnay-lès-Mâcon (près de Mâcon, dans la continuité de l'autoroute A406). Longue de 74 kilomètres, c'est une section de la route Centre-Europe Atlantique et de la route européenne 62.
Cette route est en partie classée voie express. La mise à 2 × 2 voies n'est pas effective sur l'ensemble de son parcours. De tels aménagements sont prévus tout le long de son tracé afin d'assurer une continuité avec la RN 145 vers la Nouvelle-Aquitaine.
Elle a connu plusieurs itinéraires : Nevers à Montréal-la-Cluse (au lieu-dit La Cluse) via Decize, Digoin, Paray-le-Monial, Mâcon et Bourg-en-Bresse (de 1824 à 1972) ; Moulins à Bourg-en-Bresse via Dompierre-sur-Besbre avant de rejoindre l'itinéraire d'origine à Digoin (de 1973 à 1999) ; Montmarault à Bourg-en-Bresse (de 1999 à 2006) ; Montmarault à Mâcon (de 2006 à 2019) ; Montmarault à Charnay-lès-Mâcon (de 2019 à 2022). La section de Montmarault à Digoin est classée dans le domaine autoroutier sous la dénomination d'A79 depuis 2022, et celle de Charnay-lès-Mâcon à Mâcon sous la dénomination d'A406 depuis 2019.

## Histoire

### Classements et modifications de l'itinéraire

#### Création et déclassement de l'itinéraire primitif (1824-1972)
La route nationale 79 est définie, à sa création en 1824, « de Nevers à Genève par Mâcon et Nantua ». Longue de 209,218 km, elle traversait trois départements, dont le kilométrage est réparti comme suit :
- 24,327 km dans la Nièvre (via Nevers et Decize)[2] ;
- 118,921 km en Saône-et-Loire (via Crona — actuellement Cronat —, Bourbon-Lancy, Digoin, Paray, Charolles, Sainte-Cécile et Mâcon)[3] ;
- 65,970 km dans l'Ain (via Bourg-en-Bresse et Nantua)[4].

La route partait de Saint-Éloi, près de Nevers, et se terminait au lieu-dit La Cluse, sur la commune de Montréal-la-Cluse dans le département de l'Ain.
En 1933, une annexe de Bourbon-Lancy à la Cornière est ajoutée.
La réforme de 1972 entraîne le déclassement partiel de la route nationale 79 :
- dans la Nièvre, seul le tronçon compris entre la route nationale 478 à Decize et la limite de la Saône-et-Loire (18,83 km) est déclassé, avec effet au 1er janvier 1973[6]. Elle devient la RD 979 ;
- en Saône-et-Loire, les tronçons compris entre la limite avec le département de la Nièvre et la route nationale 488 à Digoin (44,568 km), l'ancienne traversée de Paray-le-Monial (4,284 km) et « entre l'origine de la voie nouvelle « La Fourche - Clermain » et la fin de la déviation sud de Cluny (La Valouze) » (25,559 km), ainsi que l'antenne de Bourbon-Lancy (RN 79A) (4,254 km), avec effet au 1er janvier 1973[7]. Elle devient la RD 979 jusqu'à la sortie de Paray-le-Monial, la RD 17 de Charolles à Mâcon et RD 979A pour l'antenne de Bourbon-Lancy ;
- dans l'Ain, le déclassement est effectif le 1er janvier 1973 entre l'agglomération de Ceyzériat et la RN 84A à La Cluse (30,831 km) et le 1er janvier 1974 entre la RN 83 à Bourg-en-Bresse et Ceyzériat (8,043 km)[8]. Elle devient la RD 979 de Bourg-en-Bresse à La Cluse.

Le tronçon de Saint-Éloi à Decize est repris par la RN 81 (déclassée depuis en RD 981). Entre Mâcon et Le Guidon, à l'entrée de Bourg-en-Bresse, la RN 79 désormais transférée aux départements était également d'origine. Sur une courte section entre Le Guidon et Bourg-en-Bresse, la RN 79 avait remplacé la RN 75.

#### Un nouvel itinéraire partant de l'Allier
Entre les années 1970 et la fin des années 1990, la RN 79 débutait à Moulins avant de rejoindre Digoin par Chevagnes et Dompierre-sur-Besbre. Elle reprenait d'anciennes sections de routes nationales (RN 73 et RN 488) avant de se joindre au tracé d'origine à Digoin.
Ce n'est que vers 1999 qu'elle reprit la voie express établie à partir de Montmarault à Dompierre-sur-Besbre, continuée depuis jusqu'à Digoin. L'ancien tracé devient provisoirement la RN 2079, avant d'être déclassé RD 779 dans l'Allier et RD 979B en Saône-et-Loire.
Dans le cadre du plan de relance autoroutier, les deux extrémités de la RN 79 sont concédées à la société d'autoroutes APRR :
- côté Montmarault, la section comprise « entre le giratoire d'entrée à Montmarault et le passage supérieur de la voie communale du Grand Champ (tympan est) » à Sazeret (le transfert de gestion s'est effectué le 27 mars 2018[10]) ;
- côté Mâcon, la section comprise « entre le diffuseur de la RD906 au sud de Mâcon et le diffuseur de Charnay-lès-Mâcon (passage supérieur du chemin de Balme tympan ouest) ».

Par décret du 20 avril 2017, les travaux de mise à 2 × 2 voies de la section de la RN 79 comprise entre Montmarault et Digoin (soit 92 kilomètres) sont déclarés d'utilité publique. À l'issue des travaux, cette section devient l'autoroute A79.
Par décret du 7 octobre 2019, la portion de la route nationale 79 comprise entre l'échangeur 3 de Charnay-lès-Mâcon et l'échangeur 2 (débouchant sur la RD 906, ancienne route nationale 6) est classée dans le domaine autoroutier et intégrée à l'autoroute A406.

### Aménagement de la voie express
En 1954, l'État dessine la route Centre-Europe Atlantique (RCEA), un axe routier de 1 000 km traversant la France d'est en ouest, dont fait partie la RN 79.
En 1970, 22,9 km de voie rapide ont été mis en service entre La Fourche (commune de Vendenesse-lès-Charolles) et Clermain. Ce tronçon est aménagé sur la plate forme d'une partie déclassée de la voie ferrée de Moulins à Mâcon. Auparavant la route nationale était à l'emplacement de l'actuelle route départementale 17.
Le projet d'aménagement de la liaison entre les autoroutes A71 et A6 en voie express, assurée par les routes nationales 145, 1079 et 79 dans le département de l'Allier et les RN 79, 70 et 80 en Saône-et-Loire, est classé grande liaison d'aménagement du territoire par le schéma directeur routier national de 1992. Le financement de cet axe est retenu par le comité interministériel d'aménagement du territoire qui s'est tenu le 12 juillet 1993 à Mende. Deux décisions ministérielles de 1993 approuvent le projet de mise à 2 × 2 voies. L'aménagement est déclaré d'utilité publique par le décret du 17 mars 1995 pour la section comprise entre Montmarault et Paray-le-Monial (prorogé par le décret du 15 mars 2000) et par le décret du 9 mai 1997 pour la section Paray-le-Monial – Mâcon.
La déviation de Dompierre-sur-Besbre est mise en service en 1999, il s'agissait à l'époque d'une portion à deux voies avec un créneau de dépassement. La liaison de Dompierre-Est à l'échangeur de Molinet inclus, à 2 × 1 voie avec un créneau de dépassement, est mise en service en 2003. Le contournement de Digoin est réalisé en 2003 ; celui de Paray-le-Monial en 2001 à 2 × 2 voies et le contournement sud de Mâcon en 1995.
Certaines réalisations ponctuelles ont été inscrites aux contrats de plan État-Région (CPER) ou aux plans de modernisation des itinéraires (PDMI) :
- l'aménagement à 2 × 2 voies entre Bresnay et Cressanges, pour 16 millions d'euros, inscrit au PDMI ;
- le doublement du viaduc de Volesvres, pour 10 millions d'euros, mis en service le 19 décembre 2012[20],[21] ;
- la réalisation du créneau de dépassement à 2 × 2 voies du col des Vaux, pour 13,5 millions d'euros, inscrit au CPER Bourgogne. Les travaux d'aménagement ont été inaugurés le 23 juin 2015[22].

Les opérations de sécurisation de la RCEA entre Charolles et Cluny ont été inscrites au plan de modernisation des itinéraires de la région Bourgogne pour un montant de 3,5 millions d'euros.

## Exploitation
Lors de la création des directions interdépartementales des Routes (DIR) en 2006, la section de la route nationale 79 comprise entre les échangeurs avec l'autoroute A71 à Montmarault et l'autoroute A6 à Varennes-lès-Mâcon est gérée par la DIR Centre-Est.
Les deux extrémités de la RN 79 sont concédées à la société d'autoroutes APRR depuis le décret du 21 août 2015. L'entretien de la section comprise entre le giratoire de Montmarault et la Brunatière (commune de Sazeret) est officiellement assuré par APRR depuis le 27 mars 2018, afin de permettre l'aménagement de l'échangeur avec l'A71 à Montmarault.

## Tracés

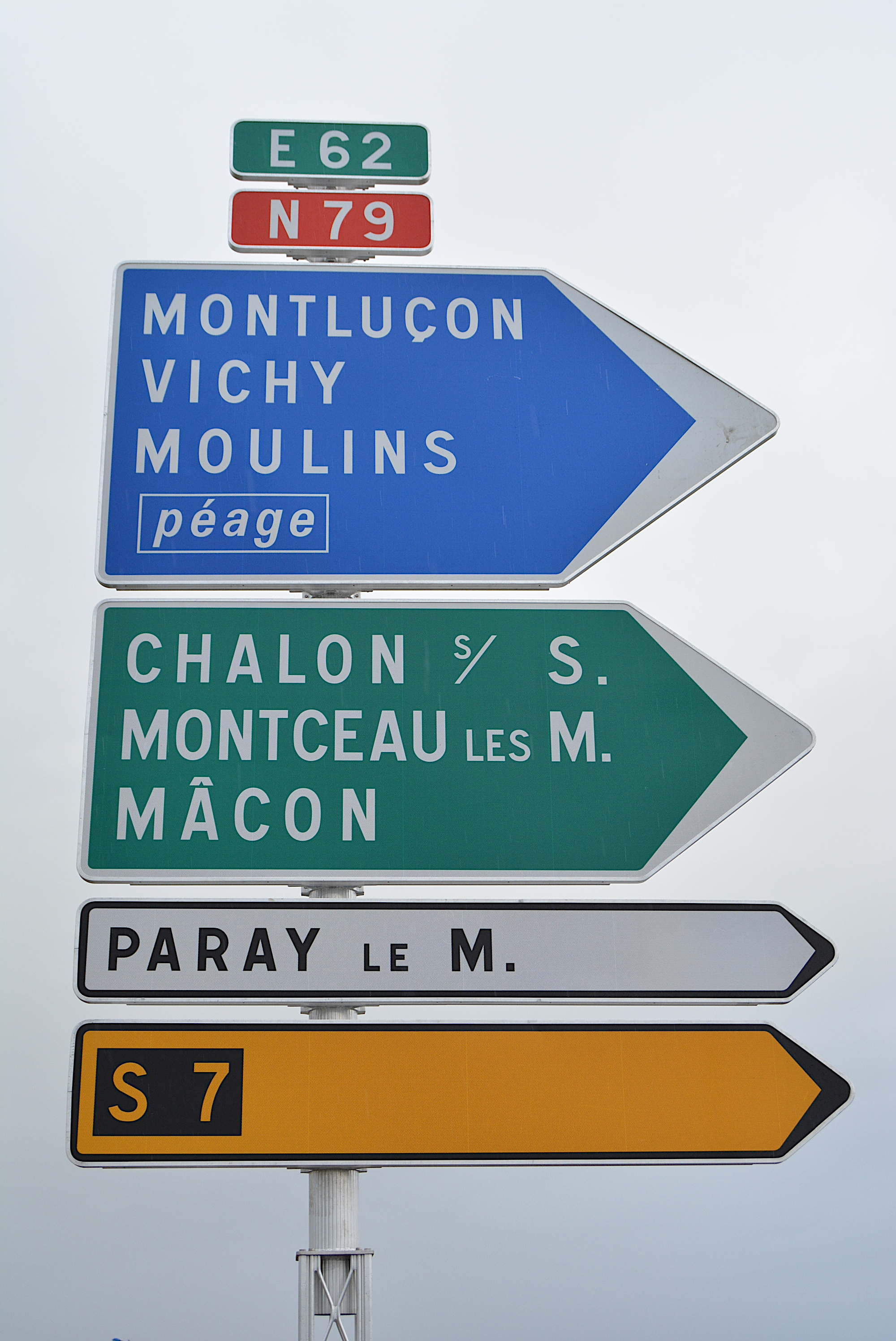
Panneaux E62-N79 vers Montluçon, Chalon-sur-Saône, Paray-le-Monial.

### Ancien tracé: de Montmarault à Digoin (jusqu'en 2022)
Cette section est devenue A79. Les échangeurs étaient :
- Échangeur entre l'A71 et la RN 79 : Paris, Montluçon, Clermont-Ferrand (inauguré le 5 août 2021)[25] ;
- 34 : Montluçon par RD, Montmarault ;
- 33 : Deux-Chaises (demi-échangeur) ;
- 32 D 945 : Le Montet, Cosne-d'Allier, Buxières-les-Mines (km 11) ;
- 31 D 18 : Treban, Cressanges, Tronget ;
- 30 D 2009 à Chemilly : Clermont-Ferrand, Saint-Pourçain-sur-Sioule, Moulins-La Madeleine ;
- Échangeur entre RN 79 et RN 7 (Moulins ; Roanne, Vichy, Varennes-sur-Allier, Bessay-sur-Allier et Toulon-sur-Allier) ;
- 29 D 12/D 161 : Montbeugny, Yzeure, Aérodrome ;
- 29b : Thiel-sur-Acolin ;
- 28 D 779 Dompierre-sur-Besbre, Chevagnes, Beaulon (+7,5 tonnes), Le Pal ;
- 27 RD 55 : Dompierre-sur-Besbre (km 64) ;
- 26 : Dompierre-sur-Besbre, Diou, Jaligny-sur-Besbre, par RD 779 ;
- 25 : Pierrefitte-sur-Loire (en projet) ;
- 24 : Digoin-La Grève, Molinet, Le Donjon, Lapalisse, Vichy (par RD 994) ;
- Viaduc de Digoin traversant la Loire ;
- 23 : Digoin, Autun, Roanne, Gueugnon (par RD 982).

### Tracé actuel: de Digoin à Mâcon

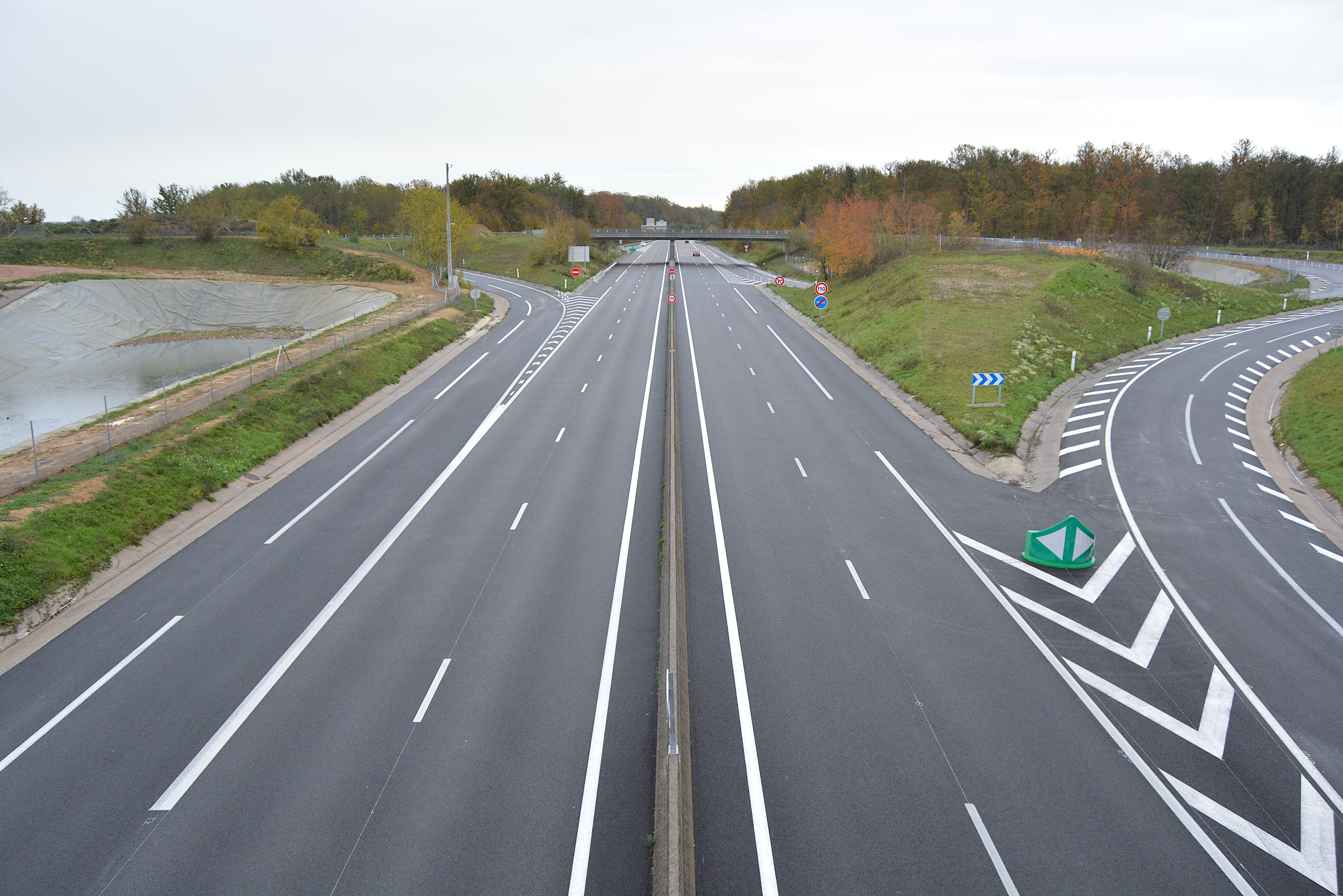
La route nationale 79 commence à Digoin (en direction de Mâcon, là où se termine l'autoroute A79).

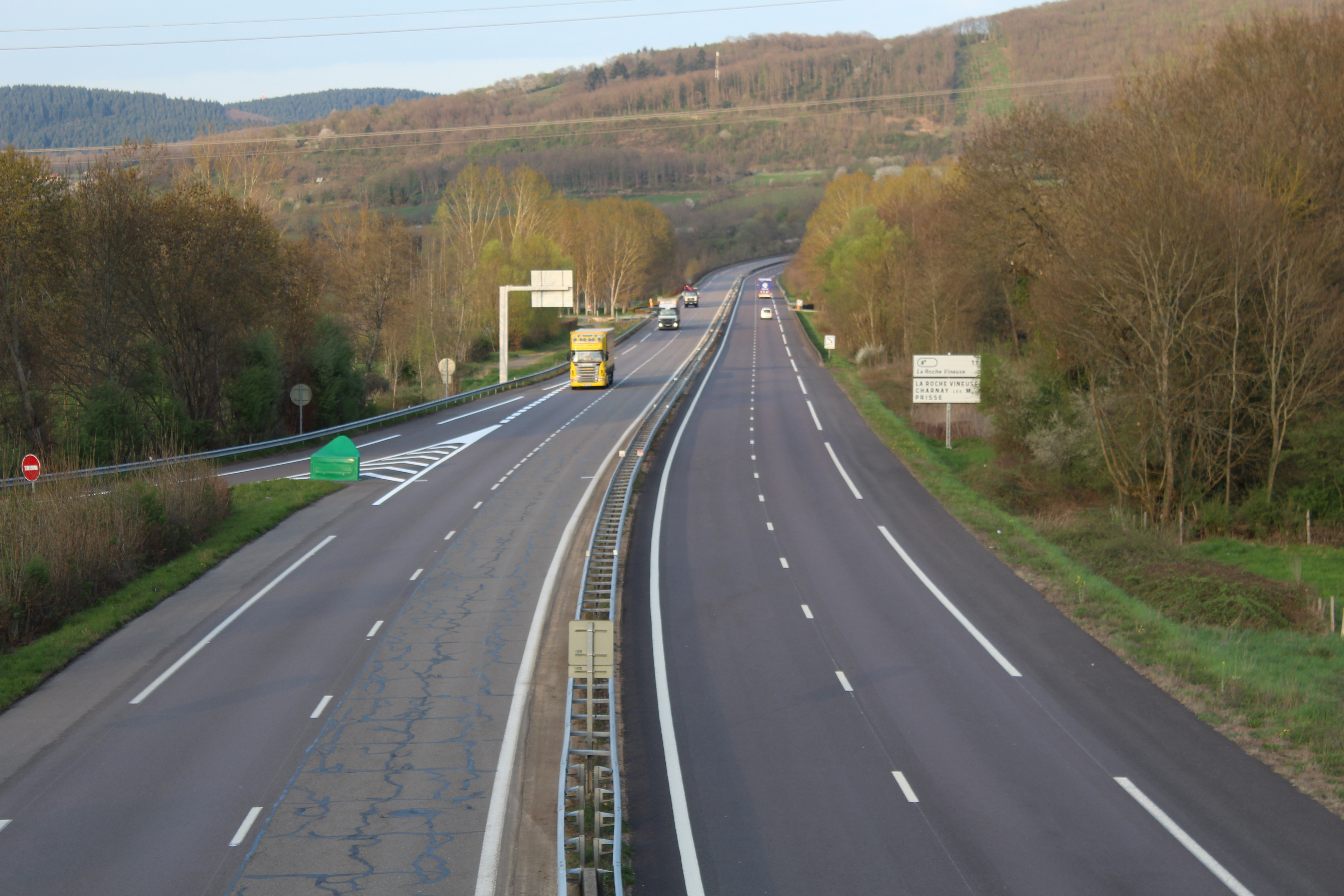
La route à Sainte-Cécile en direction du col du Bois Clair.

Les échangeurs et ouvrages d'art traversés sont (mise à 2×2 voies, voir route Centre-Europe Atlantique) :
- 23 : Digoin, Autun, Roanne, Gueugnon (par RD 982) ;
- 22 : Saint-Yan, Paray-le-Monial-Sud, Vitry-en-Charollais ;
- 21 : Paray-le-Monial-Centre (km 100) ;
- Échangeur entre RN 79 et RN 70 à Saint-Léger-lès-Paray : Montceau-les-Mines ;
- Viaduc de Volesvres ;
- 14 : Volesvres, Paray-le-Monial-Sud ;
- 13 : Charolles (km 115), Lugny-lès-Charolles ;
- Pont de Maupré ;
- 12 : Charolles, Vendenesse-lès-Charolles ;
- 11 : Saint-Bonnet-de-Joux, Suin ;
- 10 D 79 : Beaubery, Saint-Bonnet-de-Joux ;
- 9b D 121 : Verosvres, Chavannes, Ets Fargeot ;
- 9a D 321 : Verosvres ;
- 8 D 41, D 121, D 422 : La Clayette, Dompierre-les-Ormes, Trivy ;
- 7.1 D 289 : La Chapelle-du-Mont-de-France, Montagny-sur-Grosne ;
- 7 D 987 : Matour, Brandon ;
- 6 : Tramayes, Sainte-Cécile ;
- 5 : Montceau-les-Mines, Cluny ;
- 4 D 17 : Pierreclos, La Roche-Vineuse, Prissé ;
- 3 : Charnay-lès-Mâcon, Gare de Mâcon-Loché-TGV.

La route nationale 79 devient l'autoroute A406, classée par décret du 7 octobre 2019 :
- 2.1 D 169 (sortie de l'A406) : Paris, Mâcon-Nord, Lyon, Villefranche-sur-Saône, Vinzelles ;
- 2 D 906 (sortie de l'A406) : Lyon, Villefranche-sur-Saône, Mâcon-Centre, Bourg-en-Bresse par RD, parc d'activités Mâcon Saône ;
- l'autoroute A406 devient à péage après l'échangeur 2 ; cette section est ouverte en mars 2011[26].

Cette route nationale traverse les cols des Vaux (altitude 406 m) et du Bois Clair (394 m).

### Ancien tracé de Moulins à Bourg-en-Bresse (des années 1970 aux années 1990)
La route nationale 79 a alors été déviée de la direction de Nevers et a repris les tracés de la RN 488 entre Digoin et Chevagnes et de la RN 73 entre Chevagnes et Moulins. Lorsque la voie rapide a été construite entre Toulon-sur-Allier et Digoin, l'ancien tracé entre Moulins et Digoin n'a pas été immédiatement déclassé et est resté durant plusieurs années dans le réseau national sous le nom de RN 2079.
Les communes et lieux-dits traversés étaient :

#### Section dans l'Allier (D 779)
- Moulins ;
- Yzeure ;
- Le Vernois, commune de Lusigny ;
- Le Mont, commune de Lusigny ;
- Chevagnes ;

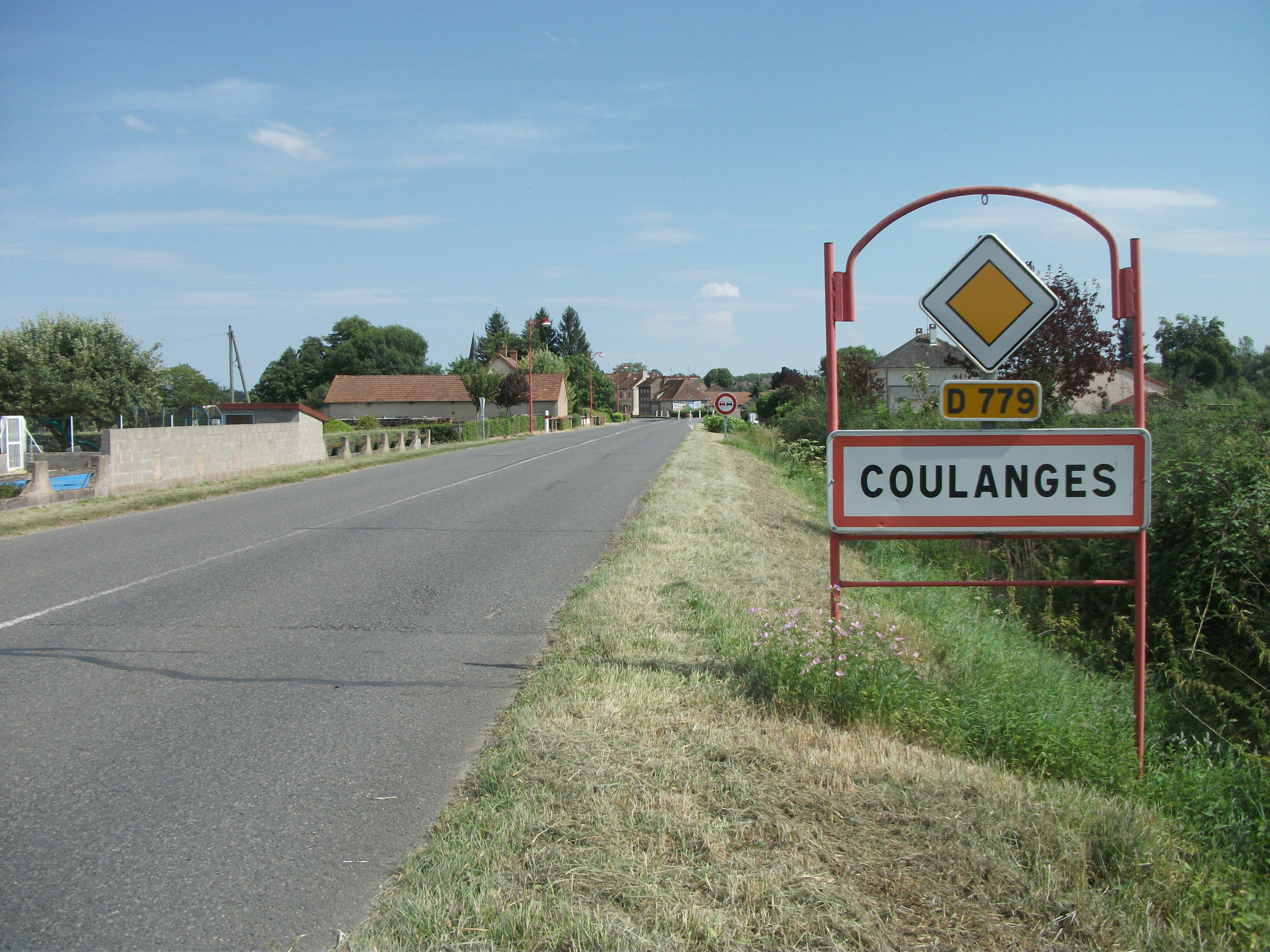
Entrée de Coulanges par la D 779 en direction de Digoin.

- Les Chappes, commune de Chevagnes ;
- Les Tréfoux, commune de Beaulon ;
- Dompierre-sur-Besbre ;
- La Madeleine, commune de Dompierre-sur-Besbre ;
- Diou ;
- La Chaume, commune de Diou ;
- Pierrefitte-sur-Loire ;
- Coulanges ;
- Talenne, commune de Coulanges ;
- Le Péage, commune de Molinet ;
- La Fontaine Saint-Martin, commune de Molinet ;
- La Broche, commune de Molinet ;
- Chavanne, commune de Molinet et de Chassenard.

Le pont sur la Loire marque l'entrée dans le département de Saône-et-Loire.

#### Section en Saône-et-Loire
- Digoin ;
- Paray-le-Monial ;
- Charolles ;
- La Fourche, commune de Vendenesse-lès-Charolles ;
- Col des Vaux (406 m) ;
- Col du Bois-Clair (394 m) ;
- Mâcon (km 171).

Le pont sur la Saône marque l'entrée dans le département de l'Ain.

#### Section dans l'Ain (D 1079)
- Saint-Laurent-sur-Saône ;

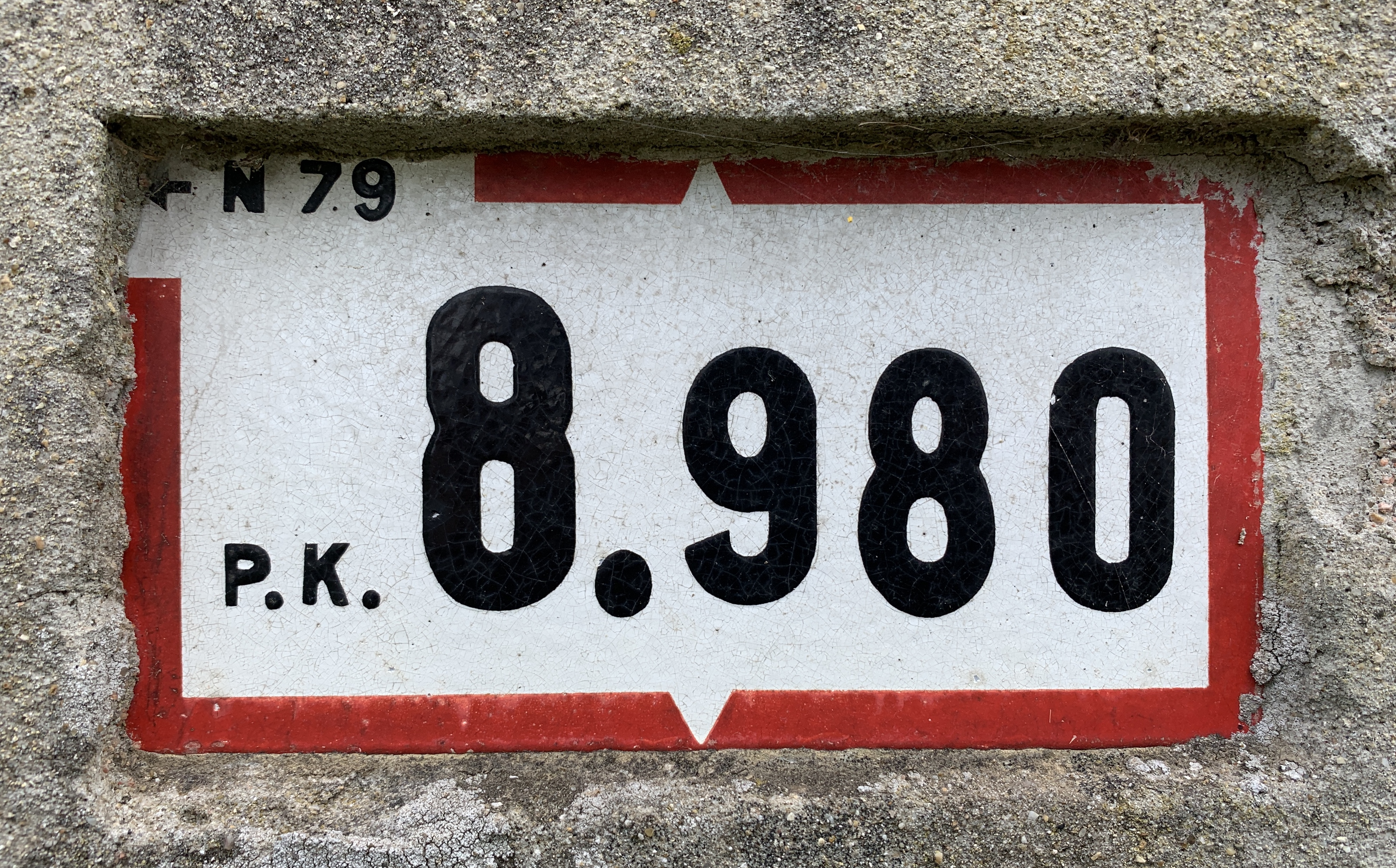
Point kilométrique aux Croix Vieilles à Saint-Cyr-sur-Menthon, témoin de la présence ancienne de cette route.

- La Madeleine, commune de Replonges ;
- La Croisée, commune de Saint-André-de-Bâgé ;
- Les Croix Vieilles, commune de Saint-Cyr-sur-Menthon ;
- La Tuilerie, commune de Saint-Cyr-sur-Menthon ;
- Saint-Cyr-sur-Menthon ;
- L'Effondras, commune de Confrançon ;
- Le Logis Neuf, commune de Confrançon ;
- Cornaton, communes de Confrançon et de Polliat ;
- Cherinal, commune de Confrançon ;
- Polliat ;
- Le Guidon, commune de Viriat ;
- Bourg-en-Bresse (km 206).

### Tracé d'origine (de Saint-Éloi à La Cluse)
La RN 79 avait un tracé très varié, suivant tout d'abord la vallée de la Loire jusque Digoin puis celle de la Bourbince jusque Paray-le-Monial. Elle traversait ensuite les monts du Mâconnais avant de redescendre dans la vallée de la Saône qu'elle franchissait à Mâcon. La RN 79 avait ensuite un parcours rectiligne à travers la plaine de la Bresse jusqu'à Ceyzériat. Elle franchissait ensuite les reliefs du Revermont, redescendait dans les gorges de l'Ain, remontait à travers les monts du Bugey avant de redescendre dans la cluse de Nantua. Elle se terminait à La Cluse (commune de Montréal-la-Cluse) alors qu'elle était la route ayant le numéro le moins élevé des trois s'y croisant (les autres étant les RN 84 et RN 84D).

#### De Saint-Éloi à Decize (N 81 puis D 981)
- Saint-Éloi ;
- Marigny, commune de Sauvigny-les-Bois ;
- La Turlurette, commune d'Imphy ;
- Imphy ;
- Le Grand Vernay, commune d'Imphy ;
- Le Port des Bois, commune de Saint-Ouen-sur-Loire ;
- Saint-Ouen-sur-Loire ;
- Béard ;
- Dardault, commune de Druy-Parigny ;
- Rosière, commune de Sougy-sur-Loire ;
- Saint-Léger-des-Vignes ;
- Decize ;
- Faubourg Saint-Privé, commune de Decize.

#### De Decize à Charolles (D 979, N 79 et D 17)
- Devay ;
- Les Arbelats, commune de Charrin ;
- Charrin ;
- Saint-Hilaire-Fontaine ;
- Le Pont, commune de Montambert ;
- Pont sur la Cressonne, entrée dans le département de Saône-et-Loire ;
- Cronat ;
- Verdelet, commune de Cronat ;
- Vitry-sur-Loire ;
- Lesme ;
- Leschère, commune de Bourbon-Lancy ;
- Saint-Aubin-sur-Loire ;
- Gilly-sur-Loire ;
- La Vallée, commune de Perrigny-sur-Loire ;
- Saint-Agnan ;
- La Varenne, commune de La Motte-Saint-Jean ;
- Digoin ;
- Chizeuil, commune de Digoin ;
- Paray-le-Monial ;
- Charolles.

#### De Charolles à Mâcon (D 17, D 579 et N 79)
- Charolles ;
- Collanges, commune de Vendenesse-lès-Charolles ;
- La Croix de Reuil, commune de Vendenesse-lès-Charolles ;
- La Fourche, commune de Vendenesse-lès-Charolles ;
- Les Bruyères, commune de Verosvres ;
- Mont, commune de Suin ;
- Curtil-sous-Buffières ;
- Le Murot, commune de Curtil-sous-Buffières ;
- Mazille ;
- Sainte-Cécile ;
- La Valouze, commune de Sainte-Cécile ;
- Col du Bois-Clair (394 m) ;
- La Croix Blanche, commune de Sologny ;
- La Roche-Vineuse ;
- Colonge, commune de Prissé ;
- Charnay-lès-Mâcon ;
- Mâcon.

#### De Mâcon à Bourg-en-Bresse (D 1079)

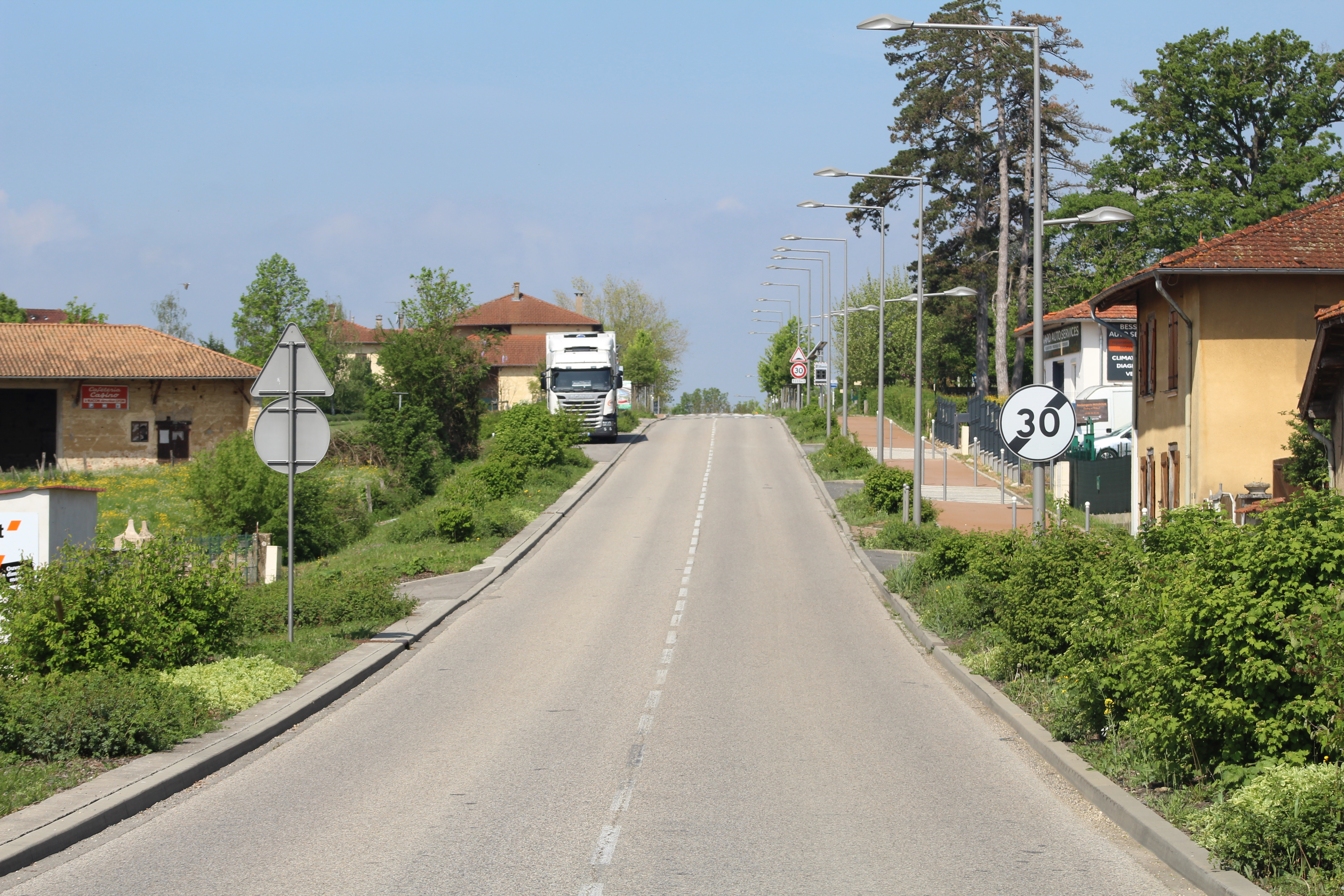
Route D 1079 à Saint-Cyr-sur-Menthon.

- Pont sur la Saône, entrée dans le département de l’Ain ;
- Saint-Laurent-sur-Saône ;
- La Levée, commune de Replonges ;
- La Madeleine, commune de Replonges ;
- La Croisée, commune de Saint-André-de-Bâgé ;
- Les Croix Vieilles, commune de Saint-Cyr-sur-Menthon ;
- La Tuilerie, commune de Saint-Cyr-sur-Menthon ;
- Saint-Cyr-sur-Menthon ;
- L'Effendras, commune de Confrançon ;
- Le Logis Neuf, commune de Confrançon ;
- Cornaton, communes de Confrançon et de Polliat ;
- Cherinal, commune de Confrançon ;
- Polliat ;
- Le Guidon, commune de Viriat ;
- Bourg-en-Bresse.

#### De Bourg-en-Bresse à La Cluse (D 979)
- Bourg-en-Bresse ;
- Saint-Just ;
- Ceyzériat ;
- Bohas ;
- Col de la Roche (401 m) ;

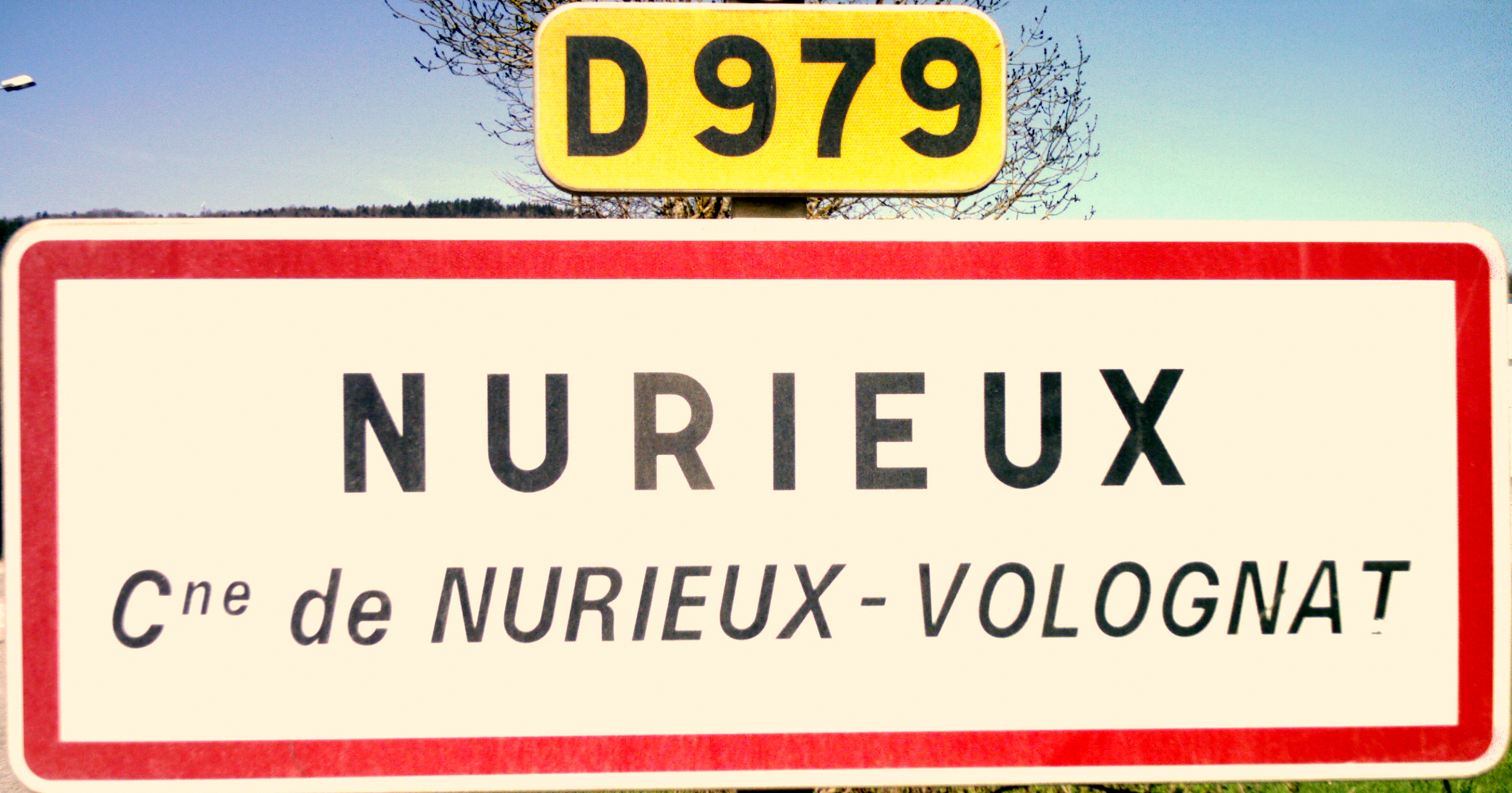
La RN 79 déclassée en RD 979 dans l'Ain.

- Hautecourt, commune de Hautecourt-Romanèche ;
- Col du Berthiand (780 m) ;
- Nurieux, commune de Nurieux-Volognat ;
- La Cluse, commune de Montréal-la-Cluse.

## Antennes et embranchements
Au début des années 1930, une annexe de Bourbon-Lancy à La Cornière est classée dans le domaine routier national : il s'agit de la route nationale 79A. Les 4,254 km de cette route sont déclassés du domaine routier national et transférés au département de Saône-et-Loire le 1er janvier 1973 ; elle est devenue la RD 979A.
Il existait quatre antennes de la route nationale 79 :
- la RN 179, reliant l'échangeur 3 de l'autoroute A40 à l'échangeur 1 de l'A406 (contournement sud de Mâcon), elle a été déclassée RD 1179 ;
- la RN 479, correspondant à un court tronçon reliant l'échangeur 5 de l'A40 (Bourg-en-Bresse-Nord) à la RD 975 ; elle a été déclassée RD 1479 ;
- les RN 1079 et RN 2079, correspondant à une numérotation provisoire de la RN 79.

## Trafic
La route compte 15 000 véhicules par jour, dont 45 % de poids lourds (environ 6 750).

## Sécurité et accidents

### Une route très accidentogène
En 2013, la portion entre Montmarault (Allier) et Mâcon (Saône-et-Loire) présente un taux de mortalité cinq fois supérieur aux routes de même type et a été surnommée « la route de la mort »,, ou encore la « route de la honte » en raison des promesses non tenues de sécurisation de cet axe.
Avec 20 morts en deux années, et 15 000 véhicules par jour sur 167 kilomètres, et 365 jours dans l’année, le bilan de la route s'établit à 11 tués par milliard de kilomètres parcourus.

### Sécurité
| Pour des raisons techniques, il est temporairement impossible d'afficher le graphique qui aurait dû être présenté ici.                                               |
| Taux de tués selon les routes, par distance parcourues |
| Pour des raisons techniques, il est temporairement impossible d'afficher le graphique qui aurait dû être présenté ici.                                               |
| Source: - Maille France: SOeS, 49e Rapport de la commission des comptes des transports de la nation / La documentation française . - Setra, Ministère des transports |

## Avenir de la RN 79

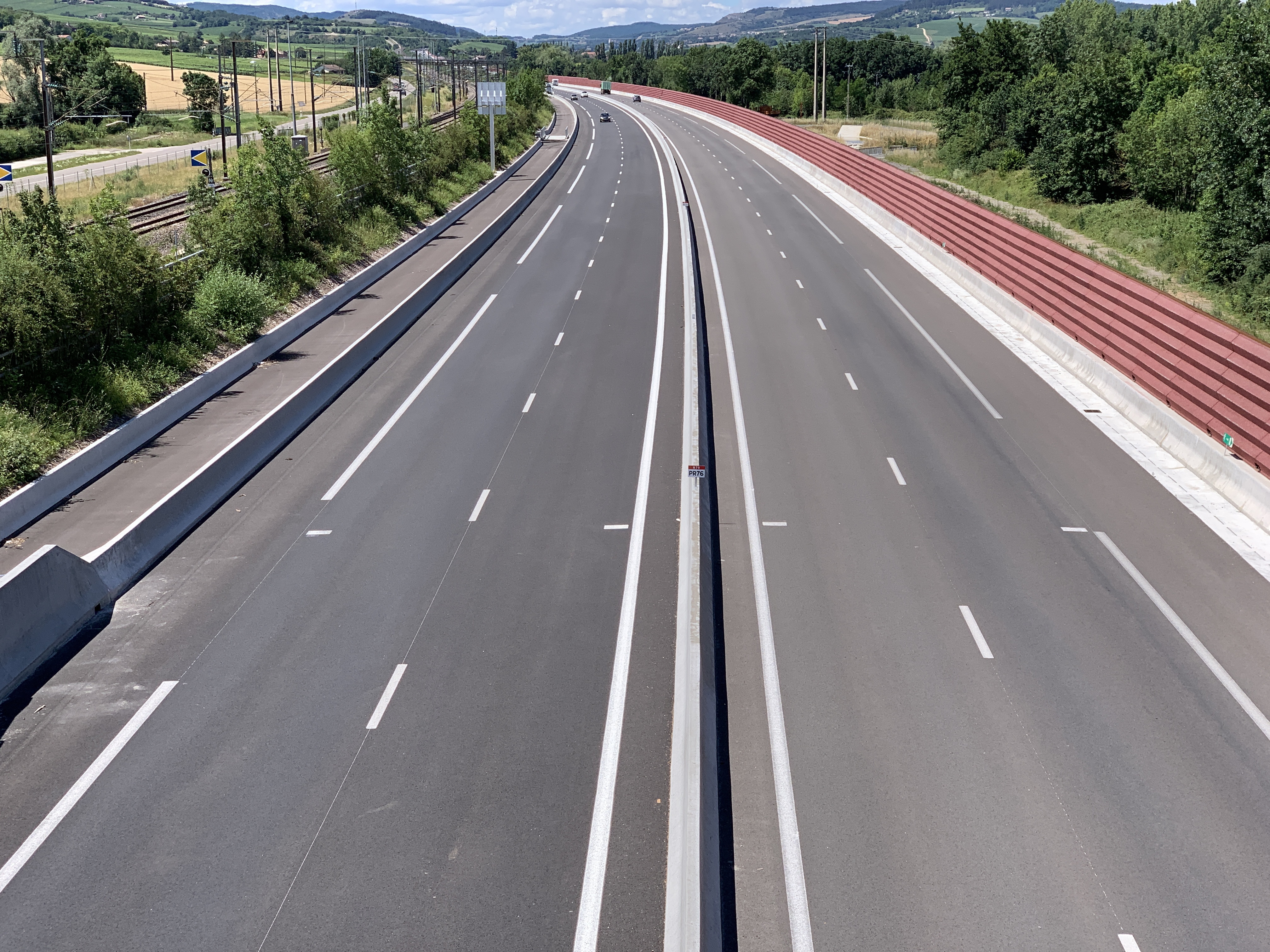
La route mise en entre Prissé et Charnay les Macon.

La volonté de mettre une partie de la route à 2 × 2 voies nécessite un milliard d'euros. La mise en place de l'écotaxe poids lourds ayant échoué, la solution retenue est de concéder la route dans l’Allier.

### Dans l'Allier
Dans l'Allier, la route nationale 79 est devenue en 2022 une autoroute à deux fois deux voies concédée désignée A79.
Une enquête publique pour la mise en concession de la partie bourbonnaise de la RCEA s'est tenue du 25 avril au 17 juin 2016, sur les 23 communes concernées par le tracé. Le projet prévoyait la création d'aires de services à Cressanges, d'une aire de repos à Dompierre-sur-Besbre, l'agrandissement de l'aire de repos de Pierrefitte-sur-Loire, trois péages à système ouvert situés au Montet, à Montbeugny et à Molinet (la liaison de Cressanges à Toulon-sur-Allier et le contournement de Dompierre-sur-Besbre pourront être empruntés gratuitement) et le maintien des échangeurs existants.
Le 15 juillet 2016, la commission d'enquête a émis un avis favorable à ce projet de mise à 2 × 2 voies de la RCEA par recours à une concession, avec sept recommandations, dont le respect du calendrier de réalisation (livraison prévue fin 2021), la « mise en œuvre de protections acoustiques à l'égard des riverains » (le maître d'ouvrage considérant l'aménagement à 2 × 2 voies comme une voie nouvelle), ou encore le maintien du label « Village étape » pour les communes de Montmarault et de Dompierre-sur-Besbre, possible après mise en concession à titre dérogatoire. Dans le but de désenclaver le département de l'Allier, un aménagement combiné de la RCEA et de la RN 7 est même prévu. Elle émet également un avis favorable pour la mise en compatibilité des documents d'urbanisme de six communes concernées par le tracé (Sazeret, Besson, Chemilly, Dompierre-sur-Besbre, Molinet et Digoin) et pour le classement de la partie bourbonnaise de la RCEA dans la catégorie des autoroutes.
La route franchissant la rivière Allier entre Chemilly et Toulon-sur-Allier passe dans le périmètre de la réserve naturelle nationale du val d'Allier ; une deuxième enquête publique spécifique est donc nécessaire. Le décret du 25 mars 1994 portant création de cette réserve naturelle interdisant des travaux majeurs « sauf pour des travaux d'entretien », cette enquête a pour objet la modification de l'article 12 pour autoriser les travaux « de terrassements, d'assainissement, de construction d'ouvrages et de chaussées ». Le commissaire-enquêteur a donné un avis favorable pour cette modification, assortie d'une recommandation pour l'État, de l'exemplarité des mesures de protection du site.
Le projet est déclaré d'utilité publique le 20 avril 2017.

### En Saône-et-Loire
En Saône-et-Loire, des travaux de mise en deux fois deux voies sont engagés sur la branche sud direction Macon et sur la branche nord direction Chalon-sur-Saône, pour une mise en service quasi-intégrale à l'horizon 2024. Ces travaux sont financés, en grande partie par l’État, avec le soutien du département de Saône-et-Loire et de la communauté urbaine de Creusot Montceau-les-Mines. Ces financements rendent l’usage de la RCEA en Saône et Loire gratuite et sans péage. 
Le contournement de Charolles (incluant le viaduc de Maupré), le viaduc de la Roche, ainsi que la dénivellation du rond point Jeanne Rose à Montchanin ne sont pas programmés dans cette phase 2 de mise à 2x2 voies.
Ces sections sont les plus compliquées techniquement et le coût kilométrique des travaux est très élevé.
| Point km    | Section courante                                      | Statut - 05/2023                     | Mise en service en 2x2 voies                  |
| ----------- | ----------------------------------------------------- | ------------------------------------ | --------------------------------------------- |
| 0.0 à 25.0  | Viaduc de la Loire - Charolles Ouest                  | Aux normes - 2x2 voies               | Actuellement en service                       |
| 25.0 à 28.2 | Charolles Ouest - Charolles Est dont Viaduc de Maupré | Section bidirectionnelle (2x1 voies) | Non programmé                                 |
| 28.2 à 34.0 | Charolles Est - Vendenesse-lès-Charolles (La Fourche) | Aux normes - 2x2 voies               | Actuellement en service                       |
| 34.0 à 43.5 | Vendenesse-lès-Charolles (La Fourche) - Verosvres     | Section bidirectionnelle (2x1 voies) | Prévue pour 2024 (pas encore en travaux)      |
| 43.5 à 45.6 | Col des Vaux                                          | Aux normes - 2x2 voies               | Actuellement en service                       |
| 45.6 à 49.5 | Trivy - échangeur de Dompierre-les-Ormes              | Aux normes - 2x2 voies               | Actuellement en service                       |
| 49.5 à 51.0 | La-Chapelle-du-Mont-de-France                         | Aux normes - 2x2 voies               | Actuellement en service                       |
| 51.0 à 59.3 | Brandon - Sainte-Cécile                               | Section bidirectionnelle (2x1 voies) | Prévue pour mi-2024 (Travaux débutés en 2022) |
| 59.3 à 64.7 | Sainte-Cécile - Sologny (col du Bois Clair)           | Aux normes - 2x2 voies               | Actuellement en service                       |
| 64.7 à 65.8 | Sologny : Viaduc de La Roche                          | Section bidirectionnelle (2x1 voies) | Non programmé                                 |
| 65.8 à 72.3 | Sologny - Prissé                                      | Aux normes - 2x2 voies               | Actuellement en service                       |
| 72.3 à 80.0 | Prissé - Échangeur D906 Varennes-lès-Mâcon            | Aux normes - 2x2 voies               | Actuellement en service                       |
| 0.0 à 1.0   | Échangeur D906 Varennes-lès-Mâcon - Point KM 1 A406   | Aux normes - 2x2 voies               | Actuellement en service                       |